# Belgium az 1992. évi nyári olimpiai játékokon
Belgium a spanyolországi Barcelonában megrendezett 1992. évi nyári olimpiai játékok egyik részt vevő nemzete volt. Az országot az olimpián 18 sportágban 68 sportoló képviselte, akik összesen 3 érmet szereztek.

## Érmesek
| Érem  | Versenyző        | Sportág      | Versenyszám       |
| ----- | ---------------- | ------------ | ----------------- |
| Ezüst | Annelies Bredael | Evezés       | Női egypárevezős  |
| Bronz | Heidi Rakels     | Cselgáncs    | Női középsúly     |
| Bronz | Cédric Mathy     | Kerékpározás | Férfi pontverseny |

## Asztalitenisz
Férfi
| Versenyző                        | Versenyszám | Csoportkör | Csoportkör | Nyolcaddöntő        | Negyeddöntő       | Elődöntő          | Döntő             | Helyezés |
| Versenyző                        | Versenyszám | Ellenfél Eredmény | Hely.      | Ellenfél Eredmény   | Ellenfél Eredmény | Ellenfél Eredmény | Ellenfél Eredmény | Helyezés |
| -------------------------------- | ----------- | --- | ---------- | ------------------- | ----------------- | ----------------- | ----------------- | -------- |
| Jean-Michel Saive                | Egyes       | F csoport · Ibrahim Al-Idokht (IRI) · 2-0 · Dmitrij Mazunov (EUN) · 2-1 · Hugo Hoyama (BRA) · 2-0                                          | 1.         | Yi Ding (AUT) · 0-3 | kiesett           | kiesett           | kiesett           | 9.       |
| Jean-Michel Saive Philippe Saive | Páros       | D csoport · Brazília (BRA) · Hugo Hoyama · Cláudio Kano · 2-0 · Dél-Korea (KOR) · Ju Namgju (Yu Nam-Gyu) · Kim Thekszu (Kim Taek-Su) · 0-2 | 2.         |                     | kiesett           | kiesett           | kiesett           | 9.       |

## Atlétika
Férfi
| Versenyző              | Versenyszám     | Előfutam         | Előfutam         | Előfutam         | Negyeddöntő | Negyeddöntő | Negyeddöntő | Elődöntő | Elődöntő | Elődöntő | Döntő    | Döntő    |
| Versenyző              | Versenyszám     | Idő              | Hely.            | Össz.            | Idő         | Hely.       | Össz.       | Idő      | Hely.    | Össz.    | Idő      | Helyezés |
| ---------------------- | --------------- | ---------------- | ---------------- | ---------------- | ----------- | ----------- | ----------- | -------- | -------- | -------- | -------- | -------- |
| Patrick Stevens        | 100 m           | 10,63            | 2.               | 31.*             | 10,69       | 8.          | 31.         | kiesett  | kiesett  | kiesett  | kiesett  | kiesett  |
| Patrick Stevens        | 200 m           | 20,93            | 2.               | 14.              | 20,67       | 5.          | 15.         | kiesett  | kiesett  | kiesett  | kiesett  | kiesett  |
| Vincent Rousseau       | 5000 m          | nem állt rajthoz | nem állt rajthoz | nem állt rajthoz |             |             |             |          |          |          | kiesett  | kiesett  |
| Vincent Rousseau       | 10 000 m        | 29:25,68         | 18.              | 36.              |             |             |             |          |          |          | kiesett  | kiesett  |
| William Van Dijck      | 3000 m akadály  | 8:27,23          | 3.               | 5.               |             |             |             | 8:26,70  | 4.       | 9.       | 8:22,51  | 9.       |
| Godfried De Jonckheere | 50 km gyaloglás |                  |                  |                  |             |             |             |          |          |          | kizárták | kizárták |

Női
| Versenyző         | Versenyszám | Előfutam      | Előfutam      | Előfutam      | Negyeddöntő | Negyeddöntő | Negyeddöntő | Elődöntő | Elődöntő | Elődöntő | Döntő    | Döntő    |
| Versenyző         | Versenyszám | Idő           | Hely.         | Össz.         | Idő         | Hely.       | Össz.       | Idő      | Hely.    | Össz.    | Idő      | Helyezés |
| ----------------- | ----------- | ------------- | ------------- | ------------- | ----------- | ----------- | ----------- | -------- | -------- | -------- | -------- | -------- |
| Véronique Collard | 10 000 m    | nem ért célba | nem ért célba | nem ért célba |             |             |             |          |          |          | kiesett  | kiesett  |
| Lieve Slegers     | 10 000 m    | 32:40,59      | 9.            | 19.           |             |             |             |          |          |          | 32:14,17 | 15.      |
| Sylvia Dethiér    | 100 m gát   | 13,19         | 3.            | 13.*          | 13,32       | 8.          | 21.         | kiesett  | kiesett  | kiesett  | kiesett  | kiesett  |

* - egy másik versenyzővel azonos időt ért el

## Birkózás
Kötöttfogású
| Versenyző            | Versenyszám | Csoportkör                                                             | Csoportkör | Helyosztók        | Helyosztók        | Helyosztók        | Bronz- mérkőzés   | Döntő             | Helyezés    |
| Versenyző            | Versenyszám | Csoportkör                                                             | Csoportkör | 9. helyért        | 7. helyért        | 5. helyért        | Bronz- mérkőzés   | Döntő             | Helyezés    |
| Versenyző            | Versenyszám | Ellenfél Eredmény                                                      | Hely.      | Ellenfél Eredmény | Ellenfél Eredmény | Ellenfél Eredmény | Ellenfél Eredmény | Ellenfél Eredmény | Helyezés    |
| -------------------- | ----------- | ---------------------------------------------------------------------- | ---------- | ----------------- | ----------------- | ----------------- | ----------------- | ----------------- | ----------- |
| Jean-Pierre Wafflard | 82 kg       | B csoport · Magnus Fredriksson (SWE) · 0-1 · Pak Mjongszok (KOR) · 0-3 | 8.         | kiesett           | kiesett           | kiesett           | kiesett           | kiesett           | helyezetlen |

## Cselgáncs
Férfi
| Versenyző           | Versenyszám  | Selejtező         | 32-es főtábla                    | Nyolcaddöntő                              | Negyeddöntő                         | Elődöntő                          | Vigaszág első kör | Vigaszág nyolcaddöntő          | Vigaszág negyeddöntő                  | Vigaszág elődöntő                  | Bronz- mérkőzés                 | Döntő             | Helyezés |
| Versenyző           | Versenyszám  | Ellenfél Eredmény | Ellenfél Eredmény                | Ellenfél Eredmény                         | Ellenfél Eredmény                   | Ellenfél Eredmény                 | Ellenfél Eredmény | Ellenfél Eredmény              | Ellenfél Eredmény                     | Ellenfél Eredmény                  | Ellenfél Eredmény               | Ellenfél Eredmény | Helyezés |
| ------------------- | ------------ | ----------------- | -------------------------------- | ----------------------------------------- | ----------------------------------- | --------------------------------- | ----------------- | ------------------------------ | ------------------------------------- | ---------------------------------- | ------------------------------- | ----------------- | -------- |
| Philip Laats        | Harmatsúly   | erőnyerő          | Stig Traavik (NOR) · 0010-0000   | Dambiinyamyn Maralgerel (MGL) · 0010-0000 | Csák József (HUN) · 0000-1100       |                                   |                   |                                | Pavel Petřikov (TCH) · 1000-0000      | Marujama Kendzsi (JPN) · 1100-0000 | Udo Quellmalz (GER) · 0000-0010 |                   | 5.       |
| Johan Laats         | Váltósúly    | erőnyerő          | Ryan Birch (GBR) · 0010-0000     | Zsoldos Zsolt (HUN) · 1100-0000           | Bertrand Damaisin (FRA) · 1000-0000 | Josida Hidehiko (JPN) · 0000-1000 |                   |                                |                                       |                                    | Kim Byeong-Ju (KOR) · 0000-0100 |                   | 5.       |
| Robert Van de Walle | Félnehézsúly | erőnyerő          | Pascal Kaya (CAF) · visszalépett | Paweł Nastula (POL) · 0000-1000           |                                     |                                   |                   | Yun Sang-Sik (KOR) · 1000-0000 | Odvogiin Baljinnyam (MGL) · 0010-0000 | Indrek Pertelson (EST) · 0000-1000 | kiesett                         |                   | 7.       |
| Harry van Barneveld | Nehézsúly    |                   | M. Alaolia (SYR) · visszalépett  | Igor Muller (LUX) · 1000-0000             | Ogava Naoja (JPN) · 0000-1000       |                                   |                   |                                | Donald Obwoge (KEN) · 1000-0000       | Ernesto Pérez (ESP) · 1000-0000    | Csősz Imre (HUN) · 0000-0100    |                   | 5.       |

Női
| Versenyző         | Versenyszám  | Selejtező                           | Nyolcaddöntő                                   | Negyeddöntő                        | Elődöntő                             | Vigaszág nyolcaddöntő | Vigaszág negyeddöntő                           | Vigaszág elődöntő               | Bronz- mérkőzés                       | Döntő             | Helyezés |
| Versenyző         | Versenyszám  | Ellenfél Eredmény                   | Ellenfél Eredmény                              | Ellenfél Eredmény                  | Ellenfél Eredmény                    | Ellenfél Eredmény     | Ellenfél Eredmény                              | Ellenfél Eredmény               | Ellenfél Eredmény                     | Ellenfél Eredmény | Helyezés |
| ----------------- | ------------ | ----------------------------------- | ---------------------------------------------- | ---------------------------------- | ------------------------------------ | --------------------- | ---------------------------------------------- | ------------------------------- | ------------------------------------- | ----------------- | -------- |
| Heidi Goossens    | Harmatsúly   | Alessandra Giungi (ITA) · 0000-0010 | kiesett                                        | kiesett                            | kiesett                              |                       |                                                |                                 |                                       |                   | 20.      |
| Nicole Flagothier | Könnyűsúly   | erőnyerő                            | Kate Donahoo (USA) · 0100-0000                 | Filipa Cavalleri (POR) · 0010-0000 | Nicola Fairbrother (GBR) · 0000-0010 |                       |                                                |                                 | Tateno Csijori (JPN) · 0000-1000      |                   | 5.       |
| Gella Vandecaveye | Váltósúly    | Thant Phyu Phyu (MYA) · 1000-0000   | Gisela Hämmerling (SUI) · 1000-0000            | Frauke Eickhoff (GER) · 0000-0100  |                                      |                       | Jelena Petrova (EUN) · 0000-0100               | kiesett                         | kiesett                               |                   | 9.       |
| Heidi Rakels      | Középsúly    | erőnyerő                            | Rosicléia Campos (BRA) · 1100-0000             | Kate Howey (GBR) · 0000-0010       |                                      |                       | Leng Csun-huj (Leng Chunhui) (CHN) · 0010-0000 | Grace Jividen (USA) · 0001-0000 | Alexandra Schreiber (GER) · 0001-0000 |                   |          |
| Ulla Werbrouck    | Félnehézsúly | Sandra Godinho (POR) · 0010-0000    | Asenaca Lesivakaruakitotoiya (FIJ) · 1000-0000 | Irene de Kok (NED) · 0000-0001     |                                      |                       | Laetitia Meignan (FRA) · 0000-1000             | kiesett                         | kiesett                               |                   | 9.       |

## Evezés
Férfi
| Versenyző                                                | Versenyszám              | Előfutam | Előfutam | Vigaszág | Vigaszág | Elődöntő | Elődöntő | Elődöntő | Döntő | Döntő   | Döntő | Helyezés |
| Versenyző                                                | Versenyszám              | Idő      | Hely.    | Idő      | Hely.    | Típus    | Idő      | Hely.    | Típus | Idő     | Hely. | Helyezés |
| -------------------------------------------------------- | ------------------------ | -------- | -------- | -------- | -------- | -------- | -------- | -------- | ----- | ------- | ----- | -------- |
| Jaak Van Driessche Luc Goiris                            | Kormányos nélküli kettes | 6:38,49  | 1.       |          |          | A/B      | 6:34,72  | 2.       | A     | 6:38,20 | 5.    | 5.       |
| Dirk Crois Alain Lewuillon Tom Symoens Wim Van Belleghem | Négypárevezős            | 5:53,47  | 3.       |          |          | A/B      | 6:05,87  | 6.       | B     | 6:01,38 | 6.    | 12.      |

Női
| Versenyző                     | Versenyszám  | Előfutam | Előfutam | Vigaszág | Vigaszág | Elődöntő | Elődöntő | Elődöntő | Döntő | Döntő   | Döntő | Helyezés |
| Versenyző                     | Versenyszám  | Idő      | Hely.    | Idő      | Hely.    | Típus    | Idő      | Hely.    | Típus | Idő     | Hely. | Helyezés |
| ----------------------------- | ------------ | -------- | -------- | -------- | -------- | -------- | -------- | -------- | ----- | ------- | ----- | -------- |
| Annelies Bredael              | Egypárevezős | 7:50,02  | 1.       |          |          | A/B      | 7:33,97  | 2.       | A     | 7:26,64 | 2.    |          |
| Renée Govaert Ann Haesebrouck | Kétpárevezős | 7:41,32  | 3.       |          |          | A/B      | 7:07,35  | 5.       | B     | 7:06,98 | 3.    | 9.       |

## Íjászat
Férfi
| Versenyző      | Versenyszám | Selejtező | Selejtező | Selejtező | Selejtező | Selejtező | Selejtező | Selejtező | Selejtező | Selejtező | Selejtező | Kieséses szakasz                         | Kieséses szakasz                    | Kieséses szakasz  | Kieséses szakasz  | Kieséses szakasz  | Helyezés |
| Versenyző      | Versenyszám | 30 m      | 30 m      | 50 m      | 50 m      | 70 m      | 70 m      | 90 m      | 90 m      | Pont      | Hely.     | 32-es főtábla                            | Nyolcaddöntő                        | Negyeddöntő       | Elődöntő          | Döntő             | Helyezés |
| Versenyző      | Versenyszám | Pont      | Hely.     | Pont      | Hely.     | Pont      | Hely.     | Pont      | Hely.     | Pont      | Hely.     | Ellenfél Eredmény                        | Ellenfél Eredmény                   | Ellenfél Eredmény | Ellenfél Eredmény | Ellenfél Eredmény | Helyezés |
| -------------- | ----------- | --------- | --------- | --------- | --------- | --------- | --------- | --------- | --------- | --------- | --------- | ---------------------------------------- | ----------------------------------- | ----------------- | ----------------- | ----------------- | -------- |
| Paul Vermeiren | Egyéni      | 342       | 42.       | 329       | 3.        | 324       | 21.       | 299       | 16.       | 1294      | 17.       | Henrik Kromann Toft (DEN) (16.) · 101-97 | Jeong Jae-Heon (KOR) (1.) · 102-111 | kiesett           | kiesett           | kiesett           | 12.      |

## Kajak-kenu

### Síkvízi
Férfi
| Versenyző                       | Versenyszám         | Előfutam | Előfutam | Előfutam | Vigaszág | Vigaszág | Vigaszág | Elődöntő | Elődöntő | Elődöntő | Döntő   | Döntő    |
| Versenyző                       | Versenyszám         | Idő      | Hely.    | Össz.    | Idő      | Hely.    | Össz.    | Idő      | Hely.    | Össz.    | Idő     | Helyezés |
| ------------------------------- | ------------------- | -------- | -------- | -------- | -------- | -------- | -------- | -------- | -------- | -------- | ------- | -------- |
| Antoon De Brauwer Bart Stalmans | Kajak kettes 500 m  | 1:41,84  | 7.       | 23.      | 1:33,51  | 5.       | 10.      | kiesett  | kiesett  | kiesett  | kiesett | kiesett  |
| Antoon De Brauwer Bart Stalmans | Kajak kettes 1000 m | 3:23,48  | 4.       | 14.      | 3:21,73  | 3.       | 12.      | 3:25,96  | 8.       | 17.      | kiesett | kiesett  |

## Kerékpározás

### Országúti kerékpározás
Férfi
| Versenyző         | Versenyszám   | Idő           | Helyezés      |
| ----------------- | ------------- | ------------- | ------------- |
| Wim Omloop        | Mezőnyverseny | nem ért célba | nem ért célba |
| Erwin Thijs       | Mezőnyverseny | nem ért célba | nem ért célba |
| Michel Van Haecke | Mezőnyverseny | nem ért célba | nem ért célba |

Női
| Versenyző      | Versenyszám   | Idő            | Helyezés |
| -------------- | ------------- | -------------- | -------- |
| Kristel Werckx | Mezőnyverseny | 2:05:03(+0:21) | 15.      |

### Pálya-kerékpározás
Sprintversenyek
| Versenyző    | Versenyszám  | Selejtező | Selejtező | 1. forduló                                      | 1. forduló | Vigaszág selejtező   | Vigaszág selejtező | Vigaszág döntő       | Vigaszág döntő | 2. forduló                                        | 2. forduló | Vigaszág                     | Vigaszág | Negyeddöntő          | 5–8. helyért           | 5–8. helyért | Elődöntő             | Döntő                | Helyezés    |
| Versenyző    | Versenyszám  | Idő       | Hely.     | Ellenfelek Győztes idő                          | Hely.      | Ellenfél Győztes idő | Hely.              | Ellenfél Győztes idő | Hely.          | Ellenfelek Győztes idő                            | Hely.      | Ellenfél Győztes idő         | Hely.    | Ellenfél Győztes idő | Ellenfelek Győztes idő | Hely.        | Ellenfél Győztes idő | Ellenfél Győztes idő | Helyezés    |
| ------------ | ------------ | --------- | --------- | ----------------------------------------------- | ---------- | -------------------- | ------------------ | -------------------- | -------------- | ------------------------------------------------- | ---------- | ---------------------------- | -------- | -------------------- | ---------------------- | ------------ | -------------------- | -------------------- | ----------- |
| Erik Schoefs | Férfi egyéni | 10,819    | 9.        | Ainārs Ķiksis (LAT) · Pedro Vaca (BOL) · 11,505 | 1.         |                      |                    |                      |                | Jens Fiedler (GER) · Ainārs Ķiksis (LAT) · 11,285 | 3.         | Nyikolaj Kovs (EUN) · 11,577 | 2.       | kiesett              | kiesett                | kiesett      | kiesett              | kiesett              | helyezetlen |

Üldözőversenyek
| Versenyző      | Versenyszám                | Selejtező | Selejtező | Negyeddöntő                      | Negyeddöntő | Negyeddöntő | Elődöntő     | Elődöntő  | Elődöntő | Döntő        | Döntő     | Helyezés |
| Versenyző      | Versenyszám                | Idő       | Hely.     | Ellenfél Idő                     | Saját idő   | Hely.       | Ellenfél Idő | Saját idő | Hely.    | Ellenfél Idő | Saját idő | Helyezés |
| -------------- | -------------------------- | --------- | --------- | -------------------------------- | ----------- | ----------- | ------------ | --------- | -------- | ------------ | --------- | -------- |
| Cédric Mathy   | Férfi egyéni üldözőverseny | 4:37,288  | 9.        | Ehara Maszamicu (JPN) · 4:41,287 | 4:33,942    | 6.          | kiesett      | kiesett   | kiesett  | kiesett      | kiesett   | 6.       |
| Kristel Werckx | Női egyéni üldözőverseny   | 3:50,051  | 9.        | kiesett                          | kiesett     | kiesett     | kiesett      | kiesett   | kiesett  | kiesett      | kiesett   | 9.       |

Időfutam
| Versenyző  | Versenyszám           | Idő      | Helyezés |
| ---------- | --------------------- | -------- | -------- |
| Tom Steels | Férfi egyéni időfutam | 1:07,085 | 19.      |

Pontversenyek
| Versenyző    | Versenyszám       | Selejtező | Selejtező | Selejtező | Selejtező | Döntő     | Döntő | Helyezés |
| Versenyző    | Versenyszám       | Csoport   | lekörözés | Pont      | Hely.     | lekörözés | Pont  | Helyezés |
| ------------ | ----------------- | --------- | --------- | --------- | --------- | --------- | ----- | -------- |
| Cédric Mathy | Férfi pontverseny | B         | 1         | 13        | 10.       | -         | 41    |          |

## Lovaglás
Díjugratás
| Versenyző                                                                   | Ló                                       | Versenyszám | Selejtező | Selejtező | Selejtező | Selejtező | Selejtező | Selejtező | Selejtező  | Selejtező  | Döntő   | Döntő   | Döntő   | Döntő   | Végeredmény | Végeredmény |
| Versenyző                                                                   | Ló                                       | Versenyszám | 1. kör    | 1. kör    | 2. kör    | 2. kör    | 2. kör    | 3. kör    | Összesítés | Összesítés | 1. kör  | 1. kör  | 2. kör  | 2. kör  | Végeredmény | Végeredmény |
| Versenyző                                                                   | Ló                                       | Versenyszám | Pont      | Hely.     | Pont      | Össz.     | Hely.     | Pont      | Pont       | Hely.      | Bünt.   | Hely.   | Bünt.   | Hely.   | Pont/Bünt   | Helyezés    |
| --------------------------------------------------------------------------- | ---------------------------------------- | ----------- | --------- | --------- | --------- | --------- | --------- | --------- | ---------- | ---------- | ------- | ------- | ------- | ------- | ----------- | ----------- |
| Evelyne Blaton                                                              | Careful                                  | Egyéni      | 76,50     | 11.       | 18,00     | 94,50     | 39.       | 73,00     | 167,50     | 17.        | 8,00    | 14.     | 9,00    | 10.     | 17,00       | 12.*        |
| Dirk Demeersman                                                             | Edelbert                                 | Egyéni      | 56,00     | 29.       | 21,50     | 77,50     | 51.       |           | 77,50      | 62.        | kiesett | kiesett | kiesett | kiesett | 77,50       | 62.         |
| Ludo Philippaerts                                                           | Darco                                    | Egyéni      | 82,50     | 1.        | 48,00     | 130,50    | 19.       | 76,00     | 206,50     | 5.         | 4,00    | 6.      | 8,25    | 7.      | 12,25       | 7.          |
| Jean-Claude Van Geenberghe                                                  | Queen of Diamonds                        | Egyéni      | 18,00     | 70.       | 21,50     | 39,50     | 72.       |           | 39,50      | 75.        | kiesett | kiesett | kiesett | kiesett | 39,50       | 75.*        |
| Evelyne Blaton Dirk Demeersman Ludo Philippaerts Jean-Claude Van Geenberghe | Careful Edelbert Darco Queen of Diamonds | Csapat      |           |           |           |           |           |           |            |            | 8,75    | 3.      | 48,50   | 17.     | 57,25       | 12.         |

Lovastusa
| Versenyző                                                  | Ló                             | Versenyszám | Díjlovaglás | Díjlovaglás | Tereplovaglás | Tereplovaglás | Tereplovaglás | Díjugratás | Díjugratás | Végeredmény | Végeredmény |
| Versenyző                                                  | Ló                             | Versenyszám | Bünt.       | Hely.       | Bünt.         | Hely.         | Össz.         | Bünt.      | Hely.      | Bünt.       | Helyezés    |
| ---------------------------------------------------------- | ------------------------------ | ----------- | ----------- | ----------- | ------------- | ------------- | ------------- | ---------- | ---------- | ----------- | ----------- |
| Jef Desmedt                                                | Dolleman                       | Egyéni      | 64,60       | 39.         | 38,80         | 12.           | 13.           | 5,00       | 9.         | 108,40      | 10.         |
| Karin Donckers                                             | Britt                          | Egyéni      | 75,40       | 68.         | 24,00         | 5.            | 9.            | 5,00       | 9.         | 104,40      | 8.          |
| Dirk Van Der Elst                                          | Fatal Love                     | Egyéni      | 74,80       | 66.         | 81,60         | 37.           | 43.           | 10,00      | 24.        | 166,40      | 40.         |
| Willy Sneyers                                              | Drum                           | Egyéni      | 51,60       | 10.         | 48,40         | 18.           | 10.           | 20,25      | 53.        | 120,25      | 18.         |
| Jef Desmedt Karin Donckers Dirk Van Der Elst Willy Sneyers | Dolleman Britt Fatal Love Drum | Csapat      | 191,60      | 8.          | 111,20        | 3.            | 4.            | 30,25      | 9.         | 333,05      | 4.          |

* - egy másik versenyzővel/csapattal azonos eredményt ért el

## Műugrás
Férfi
| Versenyző      | Versenyszám    | Elődöntő | Elődöntő | Döntő   | Döntő    |
| Versenyző      | Versenyszám    | Pont     | Helyezés | Pont    | Helyezés |
| -------------- | -------------- | -------- | -------- | ------- | -------- |
| Alexei Kogalev | Egyéni műugrás | 323,46   | 26.      | kiesett | kiesett  |

## Ökölvívás
| Versenyző         | Versenyszám  | Selejtező                   | Nyolcaddöntő      | Negyeddöntő       | Elődöntő          | Döntő             | Helyezés |
| Versenyző         | Versenyszám  | Ellenfél Eredmény           | Ellenfél Eredmény | Ellenfél Eredmény | Ellenfél Eredmény | Ellenfél Eredmény | Helyezés |
| ----------------- | ------------ | --------------------------- | ----------------- | ----------------- | ----------------- | ----------------- | -------- |
| Abdelkader Wahabi | Kisváltósúly | Daniel Fulanse (ZAM) · 3-13 | kiesett           | kiesett           | kiesett           | kiesett           | 17.      |

## Sportlövészet
Női
| Versenyző        | Versenyszám   | Selejtező | Selejtező | Döntő   | Döntő    |
| Versenyző        | Versenyszám   | Pont      | Helyezés  | Pont    | Helyezés |
| ---------------- | ------------- | --------- | --------- | ------- | -------- |
| Sonia Vettenburg | Légpisztoly   | 369       | 42.**     | kiesett | kiesett  |
| Anne Goffin      | Légpisztoly   | 377       | 15.***    | kiesett | kiesett  |
| Anne Goffin      | Sportpisztoly | 562       | 39.       | kiesett | kiesett  |
| Karin Biva       | Légpuska      | 385       | 31.**     | kiesett | kiesett  |

Nyílt
| Versenyző     | Versenyszám | Selejtező | Selejtező | Elődöntő | Elődöntő | Döntő   | Döntő    |
| Versenyző     | Versenyszám | Pont      | Helyezés  | Pont     | Helyezés | Pont    | Helyezés |
| ------------- | ----------- | --------- | --------- | -------- | -------- | ------- | -------- |
| Frans Peeters | Trap        | 144       | 15.       | 192      | 14.*     | kiesett | kiesett  |

* - egy másik versenyzővel azonos eredményt ért el

** - két másik versenyzővel azonos eredményt ért el

*** - öt másik versenyzővel azonos eredményt ért el

## Tenisz
Női
| Versenyző        | Versenyszám | 64-es főtábla                     | 32-es főtábla                   | Nyolcaddöntő                       | Negyeddöntő                  | Elődöntő          | Döntő             | Helyezés |
| Versenyző        | Versenyszám | Ellenfél Eredmény                 | Ellenfél Eredmény               | Ellenfél Eredmény                  | Ellenfél Eredmény            | Ellenfél Eredmény | Ellenfél Eredmény | Helyezés |
| ---------------- | ----------- | --------------------------------- | ------------------------------- | ---------------------------------- | ---------------------------- | ----------------- | ----------------- | -------- |
| Sabine Appelmans | Egyes       | Rachel McQuillan (AUS) · 6-3, 6-3 | Nicole Bradtke (AUS) · 6-2, 6-1 | Eugenia Maniokova (EUN) · 6-1, 6-3 | Steffi Graf (GER) · 1-6, 0-6 | kiesett           | kiesett           | 5.       |

## Tollaslabda
| Versenyző      | Versenyszám | Selejtező                            | 32-es főtábla     | Nyolcaddöntő      | Negyeddöntő       | Elődöntő          | Döntő             | Helyezés |
| Versenyző      | Versenyszám | Ellenfél Eredmény                    | Ellenfél Eredmény | Ellenfél Eredmény | Ellenfél Eredmény | Ellenfél Eredmény | Ellenfél Eredmény | Helyezés |
| -------------- | ----------- | ------------------------------------ | ----------------- | ----------------- | ----------------- | ----------------- | ----------------- | -------- |
| Pedro Vanneste | Férfi egyes | Abdul Hamid Khan (SIN) · 11-15, 3-15 | kiesett           | kiesett           | kiesett           | kiesett           | kiesett           | 33.      |

## Torna
Női
| Versenyző        | Versenyszám      | Selejtező | Selejtező | Döntő    | Döntő    |
| Versenyző        | Versenyszám      | Pontszám  | Helyezés  | Pontszám | Helyezés |
| ---------------- | ---------------- | --------- | --------- | -------- | -------- |
| Bénédicte Evrard | Talaj            | 18,962    | 77.       | kiesett  | kiesett  |
| Bénédicte Evrard | Ugrás            | 19,474    | 51.       | kiesett  | kiesett  |
| Bénédicte Evrard | Felemás korlát   | 19,412    | 51.       | kiesett  | kiesett  |
| Bénédicte Evrard | Gerenda          | 19,312    | 37.       | kiesett  | kiesett  |
| Bénédicte Evrard | Egyéni összetett | 77,160    | 48.       | 38,974   | 23.      |

### Ritmikus gimnasztika
| Versenyző         | Versenyszám | Selejtező | Selejtező | Selejtező | Selejtező | Selejtező | Selejtező | Selejtező | Selejtező | Selejtező | Selejtező | Döntő   | Döntő   | Döntő   | Döntő   | Döntő    | Döntő    | Döntő   | Döntő   | Döntő    | Döntő    | Helyezés |
| Versenyző         | Versenyszám | Karika    | Karika    | Kötél     | Kötél     | Buzogány  | Buzogány  | Labda     | Labda     | Összesen  | Összesen  | Karika  | Karika  | Kötél   | Kötél   | Buzogány | Buzogány | Labda   | Labda   | Összesen | Összesen | Helyezés |
| Versenyző         | Versenyszám | Pont      | Hely.     | Pont      | Hely.     | Pont      | Hely.     | Pont      | Hely.     | Pont      | Hely.     | Pont    | Hely.   | Pont    | Hely.   | Pont     | Hely.    | Pont    | Hely.   | Pont     | Hely.    | Helyezés |
| ----------------- | ----------- | --------- | --------- | --------- | --------- | --------- | --------- | --------- | --------- | --------- | --------- | ------- | ------- | ------- | ------- | -------- | -------- | ------- | ------- | -------- | -------- | -------- |
| Cindy Stollenberg | Egyéni      | 8,925     | 37.       | 8,875     | 33.**     | 8,550     | 38.*      | 8,600     | 38.       | 34,950    | 39.       | kiesett | kiesett | kiesett | kiesett | kiesett  | kiesett  | kiesett | kiesett | kiesett  | kiesett  | 39.      |

## Úszás
Férfi
| Versenyző                                                          | Versenyszám            | Előfutam | Előfutam | Előfutam | Döntő   | Döntő   | Döntő   | Helyezés |
| Versenyző                                                          | Versenyszám            | Idő      | Hely.    | Össz.    | Típus   | Idő     | Hely.   | Helyezés |
| ------------------------------------------------------------------ | ---------------------- | -------- | -------- | -------- | ------- | ------- | ------- | -------- |
| Marc Verbeeck                                                      | 50 m gyors             | 24,85    | 7.       | 53.      | kiesett | kiesett | kiesett | kiesett  |
| Marc Verbeeck                                                      | 100 m gyors            | 52,97    | 6.       | 48.      | kiesett | kiesett | kiesett | kiesett  |
| Stefaan Maene                                                      | 200 m gyors            | 1:51,85  | 8.       | 24.      | kiesett | kiesett | kiesett | kiesett  |
| Stefaan Maene                                                      | 200 m vegyes           | 2:06,16  | 3.       | 24.      | kiesett | kiesett | kiesett | kiesett  |
| Stefaan Maene                                                      | 100 m hát              | 56,34    | 4.       | 12.      | B       | 56,47   | 2.      | 10.      |
| Stefaan Maene                                                      | 200 m hát              | 1:59,64  | 4.       | 4.       | A       | 2:00,91 | 8.      | 8.       |
| Yasuhiro Vandewalle                                                | 200 m hát              | 2:01,46  | 2.       | 13.      | B       | 2:02,45 | 6.      | 14.      |
| Yasuhiro Vandewalle                                                | 100 m hát              | 56,20    | 5.       | 10.      | B       | 56,36   | 1.      | 9.       |
| Fred Deburghgraeve                                                 | 100 m mell             | 1:05,10  | 8.       | 34.      | kiesett | kiesett | kiesett | kiesett  |
| Fred Deburghgraeve                                                 | 200 m mell             | 2:16,93  | 6.       | 19.      | kiesett | kiesett | kiesett | kiesett  |
| Yasuhiro Vandewalle Fred Deburghgraeve Stefaan Maene Marc Verbeeck | 4 × 100 m vegyes váltó | 3:47,64  | 5.       | 16.      | kiesett | kiesett | kiesett | kiesett  |

Női
| Versenyző        | Versenyszám    | Előfutam         | Előfutam         | Előfutam         | Döntő   | Döntő   | Döntő   | Helyezés |         |
| Versenyző        | Versenyszám    | Idő              | Hely.            | Össz.            | Típus   | Idő     | Hely.   | Helyezés |         |
| ---------------- | -------------- | ---------------- | ---------------- | ---------------- | ------- | ------- | ------- | -------- | ------- |
| Isabelle Arnould | 200 m gyors    | 2:04,06          | 7.               | 20.              | kiesett | kiesett | kiesett | kiesett  |         |
| Isabelle Arnould | 400 m gyors    | 4:13,81          | 2.               | 7.               | A       | 4:13,75 | 6.      | 6.       |         |
| Isabelle Arnould | 800 m gyors    | 8:40,86          | 3.               | 7.               | A       | 8:41,86 | 8.      | 8.       |         |
| Sandra Cam       | 800 m gyors    | 8:50,91          | 5.               | 14.              | kiesett | kiesett | kiesett | kiesett  |         |
| Sandra Cam       | 400 m gyors    | 4:17,87          | 5.               | 15.              | B       | 4:14,11 | 2.      | 10.      |         |
| Sandra Cam       | 200 m gyors    | 2:04,72          | 8.               | 25.              | kiesett | kiesett | kiesett | kiesett  |         |
| Brigitte Becue   | 100 m mell     | 1:12,82          | 7.               | 21.              | kiesett | kiesett | kiesett | kiesett  |         |
| Brigitte Becue   | 200 m mell     | 2:34,11          | 7.               | 17.              | kiesett | kiesett | kiesett | kiesett  |         |
| Brigitte Becue   | 200 m vegyes   | 2:21,98          | 8.               | 25.              | kiesett | kiesett | kiesett | kiesett  |         |
| Brigitte Becue   | 200 m pillangó | nem állt rajthoz | nem állt rajthoz | nem állt rajthoz | kiesett | kiesett | kiesett | kiesett  | kiesett |

## Vitorlázás
Férfi
| Versenyző                      | Versenyszám     | Futam | Futam | Futam | Futam | Futam  | Futam | Futam | Futam | Futam | Futam | Pontszám | Helyezés |
| Versenyző                      | Versenyszám     | 1     | 2     | 3     | 4     | 5      | 6     | 7     | 8     | 9     | 10    | Pontszám | Helyezés |
| ------------------------------ | --------------- | ----- | ----- | ----- | ----- | ------ | ----- | ----- | ----- | ----- | ----- | -------- | -------- |
| Paul Van Den Abeele            | Szörfvitorlázás | 25,0  | 3,0   | 20,0  | 13,0  | (26,0) | 26,0  | 18,0  | 17,0  | 25,0  | 23,0  | 170,0    | 15.      |
| Dirk Bellemans Johan Bellemans | 470-es osztály  | 15,0  | 11,7  | 27,0  | 35,0  | (36,0) | 22,0  | 27,0  |       |       |       | 137,7    | 18.      |

Női
| Versenyző     | Versenyszám     | Futam | Futam | Futam | Futam | Futam | Futam   | Futam | Futam | Futam  | Futam | Pontszám | Helyezés |
| Versenyző     | Versenyszám     | 1     | 2     | 3     | 4     | 5     | 6       | 7     | 8     | 9      | 10    | Pontszám | Helyezés |
| ------------- | --------------- | ----- | ----- | ----- | ----- | ----- | ------- | ----- | ----- | ------ | ----- | -------- | -------- |
| Christ'l Smet | Szörfvitorlázás | 14,0  | 26,0  | 16,0  | 18,0  | 22,0  | 25,0    | 19,0  | 23,0  | (31,0) | 16,0  | 179,0    | 15.      |
| Min Dezillie  | Europe          | 24,0  | 20,0  | 8,0   | 24,0  | 21,0  | (31,0*) | 18,0  |       |        |       | 115,0    | 18.      |

* - kizárták